# 新港镇 (长沙市)
新港镇位于湖南省长沙市开福区北部，东与青竹湖镇、捞刀河镇接壤，南以捞刀河为界与芙蓉北路街道相邻，西临湘江，北隔沙河与望城区丁字镇相望。新港镇下辖6村7社区，总面积29.5平方公里，常住人口2.1万余人，行政驻地霞凝港。2009年全镇一般预算收入31,508万元，规模工业产值46,791万元，规模以下工业总产值30,398万元，建筑业总产值280,727万元，实现社会消费品零售总额97,375万元；农民人均纯收入达2,27,042元。新港镇境内有长沙新港、火车新北站，二环与三环线，芙蓉北路、湘江大道北延线。

## 历史
新港镇原名“霞凝乡”，“撤区并乡”前为望城县霞凝区所辖；1995年“撤区并乡”之后，改为县政府直辖；1996年长沙城区区划调整，自望城县划至开福区；因长沙新港的选址落户境内，2000年9月12日正式更名为“新港镇”。2013年新港镇撤销，其地划为秀峰街道和新港街道2个街道办事处，其中原新港镇政府大楼成为秀峰街道办事处大楼。

## 区划
- 7个社区居民委员会：新安寺(原新安寺村)、戴家河(原戴家河村)、兴联(原兴联村)、霞凝港、大塘基、综合场、宿龙桥 ；
- 6个行政村：鹅羊山、金霞、湘粤、荷叶、大塘、竹隐和。